# Verbandsgemeinde Selters (Westerwald)
La comunità amministrativa di Selters (Westerwald) (Verbandsgemeinde Selters (Westerwald)) si trova nel circondario del Westerwald nella Renania-Palatinato, in Germania.

## Comuni
Fanno parte della comunità amministrativa i seguenti comuni:
| Comune, città                         | Sup. (km²) | Abitanti |
| ------------------------------------- | ---------- | -------- |
| Ellenhausen                           | 1,90       | 311      |
| Ewighausen                            | 2,54       | 228      |
| Freilingen                            | 3,68       | 679      |
| Freirachdorf                          | 4,28       | 694      |
| Goddert                               | 2,39       | 444      |
| Hartenfels                            | 8,18       | 771      |
| Herschbach                            | 15,73      | 2 879    |
| Krümmel                               | 2,20       | 299      |
| Marienrachdorf                        | 5,03       | 997      |
| Maroth                                | 3,43       | 235      |
| Maxsain                               | 13,51      | 1 061    |
| Nordhofen                             | 3,86       | 535      |
| Quirnbach                             | 3,09       | 483      |
| Rückeroth                             | 3,47       | 483      |
| Schenkelberg                          | 3,51       | 653      |
| Selters (Westerwald), città           | 8,72       | 2 876    |
| Sessenhausen                          | 5,47       | 866      |
| Steinen                               | 4,20       | 238      |
| Vielbach                              | 4,53       | 514      |
| Weidenhahn                            | 3,23       | 578      |
| Wölferlingen                          | 8,24       | 488      |
| Verbandsgemeinde Selters (Westerwald) | 111,21     | 16 312   |

(Abitanti al 31 dicembre 2021)